# Les Sablons (métro de Paris)
Pour les articles homonymes, voir Sablons.
Les Sablons est une station de la ligne 1 du métro de Paris, située sur la commune de Neuilly-sur-Seine, dans le département des Hauts-de-Seine.

## Situation
La station est implantée sous l'avenue Charles-de-Gaulle (N 13), à Neuilly, au niveau de la rue Louis-Philippe d'une part et de la rue d'Orléans d'autre part. Approximativement orientée selon un axe nord-ouest/sud-est, elle s'intercale entre les stations Pont de Neuilly et Porte Maillot. Le tunnel la séparant de cette dernière dispose de quatre voies, celles du centre servant au garage des rames.

## Histoire
La station est ouverte le 29 avril 1937 avec la mise en service du prolongement de la ligne 1 depuis son terminus occidental originel de Porte Maillot jusqu'à Pont de Neuilly.
Elle doit sa dénomination à sa proximité avec le boulevard des Sablons, lequel mène à la porte des Sablons, qui constitue elle-même un des accès au bois de Boulogne.
La station porte comme sous-titre Jardin d'Acclimatation, du nom du parc de loisirs et d'agrément dont elle assure la desserte, à la lisière nord du bois précité, d'abord situé sur le territoire communal de Neuilly-sur-Seine puis rattaché à la ville de Paris depuis 1929.
Des années 1960 à 2007, les piédroits sur les quais sont revêtus d'un carrossage métallique avec montants horizontaux verts et cadres publicitaires dorés éclairés, par la suite complété de sièges « coque » blancs caractéristiques du style décoratif « Andreu-Motte ».
C'est dans cette station que Solenn Poivre d'Arvor, fille du journaliste et présentateur de télévision Patrick Poivre d'Arvor, s'est donné la mort le 27 janvier 1995 à l'âge de 19 ans en se jetant sous une rame, suicide à la suite duquel elle est devenue un symbole de la lutte contre l'anorexie mentale.
Dans le cadre du programme « Renouveau du métro » de la RATP, les couloirs de la station ont été rénovés le 24 octobre 2003, puis c'est au tour des quais de faire l'objet du même traitement de 2008 à 2010 dans le cadre de l'automatisation de la ligne 1. Cette dernière modernisation a entraîné la dépose du carrossage des piédroits ainsi que la disparition des faïences d'origine dissimulées derrière, dont le nom de la station incorporé dans la céramique et les cadres publicitaires en faïences brunes à motifs géométriques sobres préfiguraient le style des années 1940 de l'ex-CMP. En parallèle, les quais sont rehaussés afin de recevoir des portes palières, lesquelles sont installées en juillet 2009.
Le 3 décembre 2014, l’homme politique et ancien ministre Jacques Barrot meurt subitement dans cette station à la suite d'un malaise, à l'âge de 77 ans.
Le 6 novembre 2023, une voiture se retrouve accidentellement coincée en haut de l'escalier d'une bouche d'accès à la station, sans causer de victimes, son conducteur l'ayant confondue avec une entrée de parking souterrain.

### Fréquentation
Selon les estimations de la RATP, la station a vu entrer 6 314 665 voyageurs en 2019, ce qui la place à la 53e position des stations de métro pour sa fréquentation sur 302,. En 2020, avec la crise du Covid-19, son trafic annuel tombe à 2 965 575 voyageurs, la reléguant alors au 56e rang, avant de remonter progressivement en 2021 avec 3 954 920 entrants comptabilisés, ce qui la rétrograde cependant à la 57e position des stations du réseau pour sa fréquentation cette année-là.

## Services aux voyageurs

### Accès
La station dispose de quatre accès répartis en cinq bouches de métro agrémentées de balustrades de style Dervaux, établies sur les terre-pleins latéraux de l'avenue Charles-de-Gaulle :
- l'accès 1 « Rue Louis-Philippe » comprenant un escalier fixe débouchant au droit des nos 66 et 68 de l'avenue et un escalier mécanique montant face au no 64 ;
- l'accès 2 « Jardin d'Acclimatation », constitué d'un escalier fixe, se trouvant au droit du no 103 de l'avenue ;
- l'accès 3 « Rue Jacques-Dulud », également constitué d'un escalier fixe, se situant face au no 85 de l'avenue ;
- l'accès 4 « Place du Marché », constitué d'un escalier fixe, débouchant au droit du no 52 de l'avenue.

La station est une des rares du réseau à ne disposer d'aucun mât signalant la présence de ses accès, ces derniers n'étant munis que de porte-plans.

Accès à la station
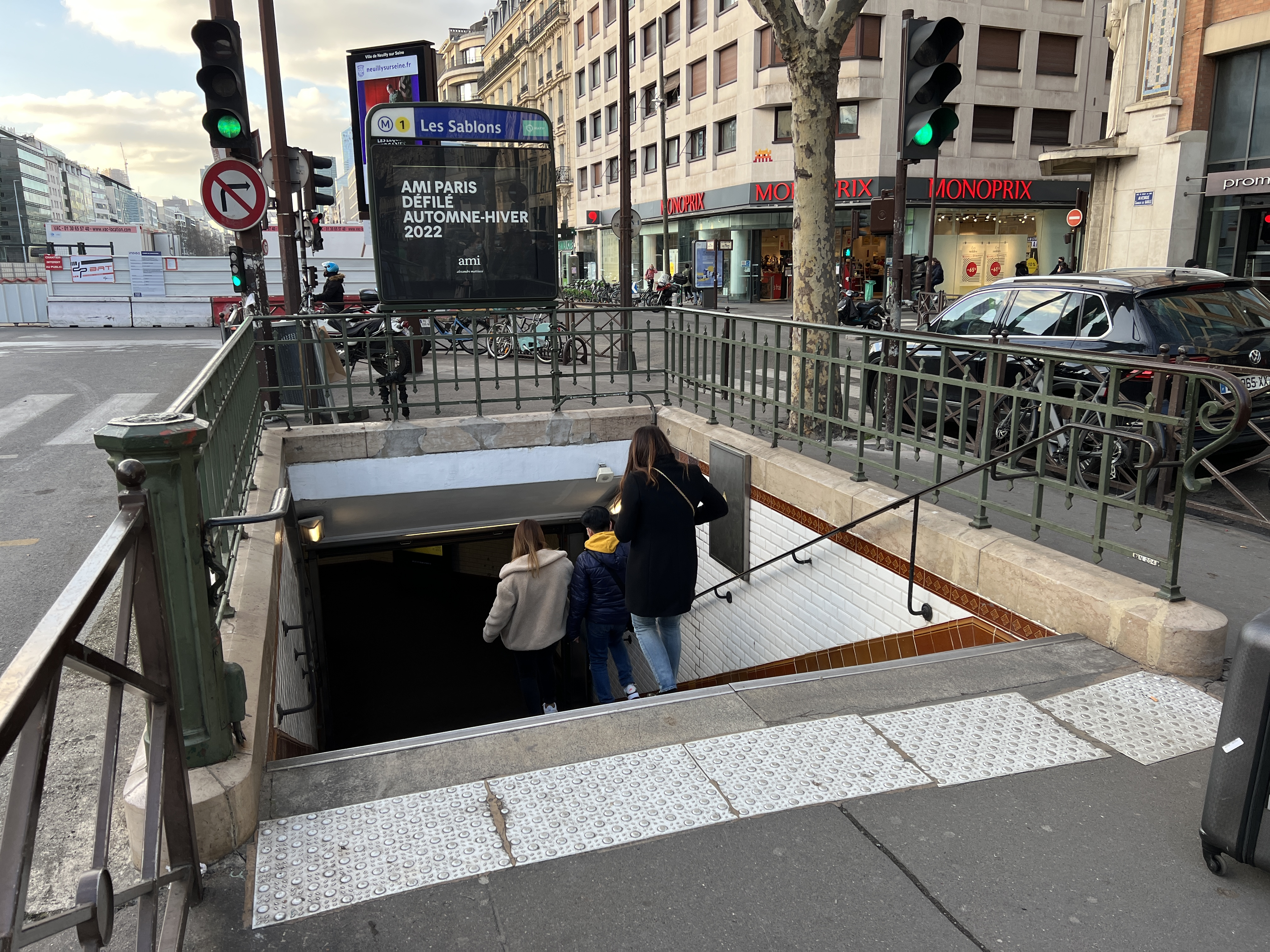
L'accès no 1 « Rue Louis-Philippe ».
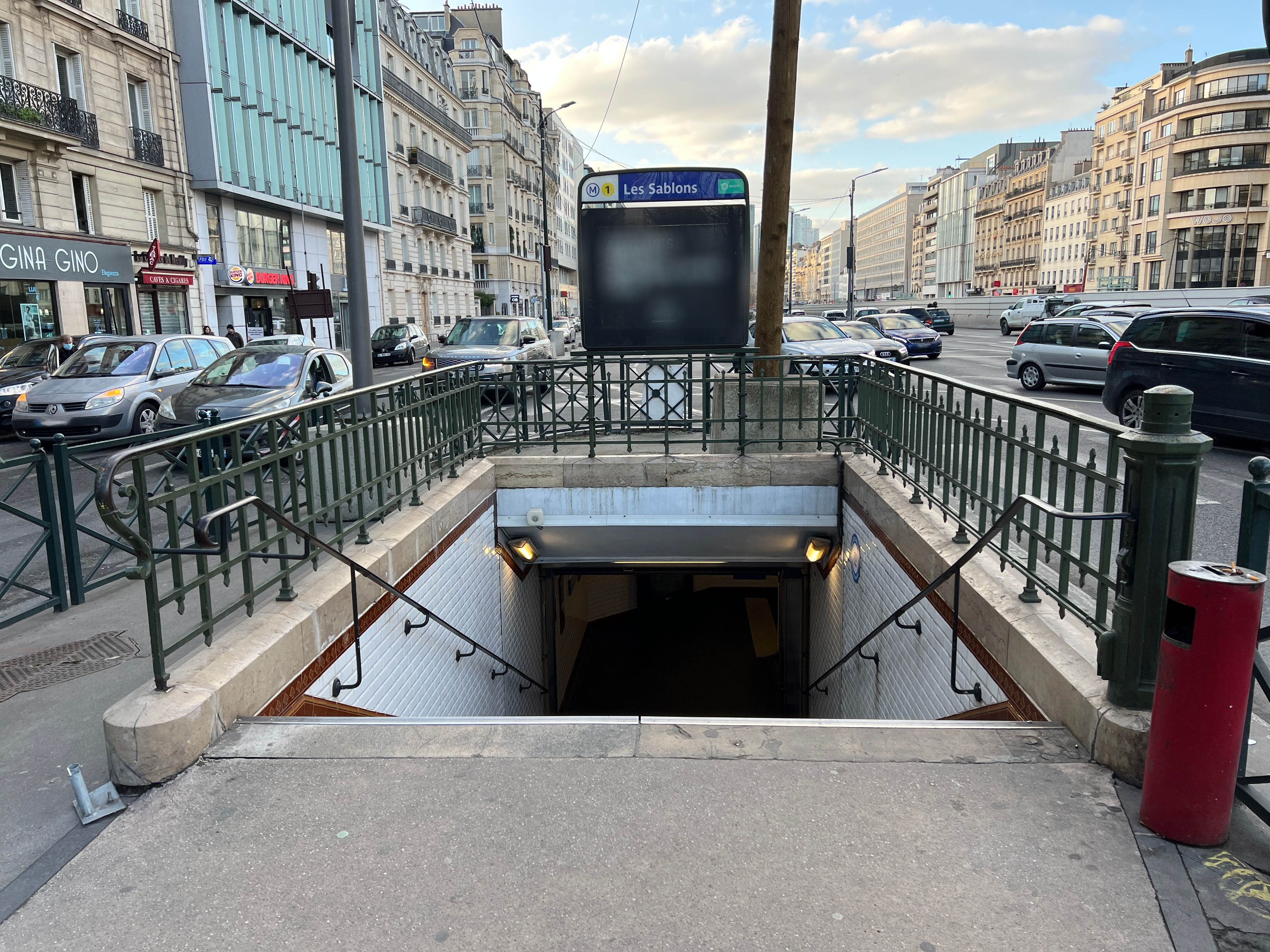
L'accès no 2 « Jardin d'Acclimatation ».
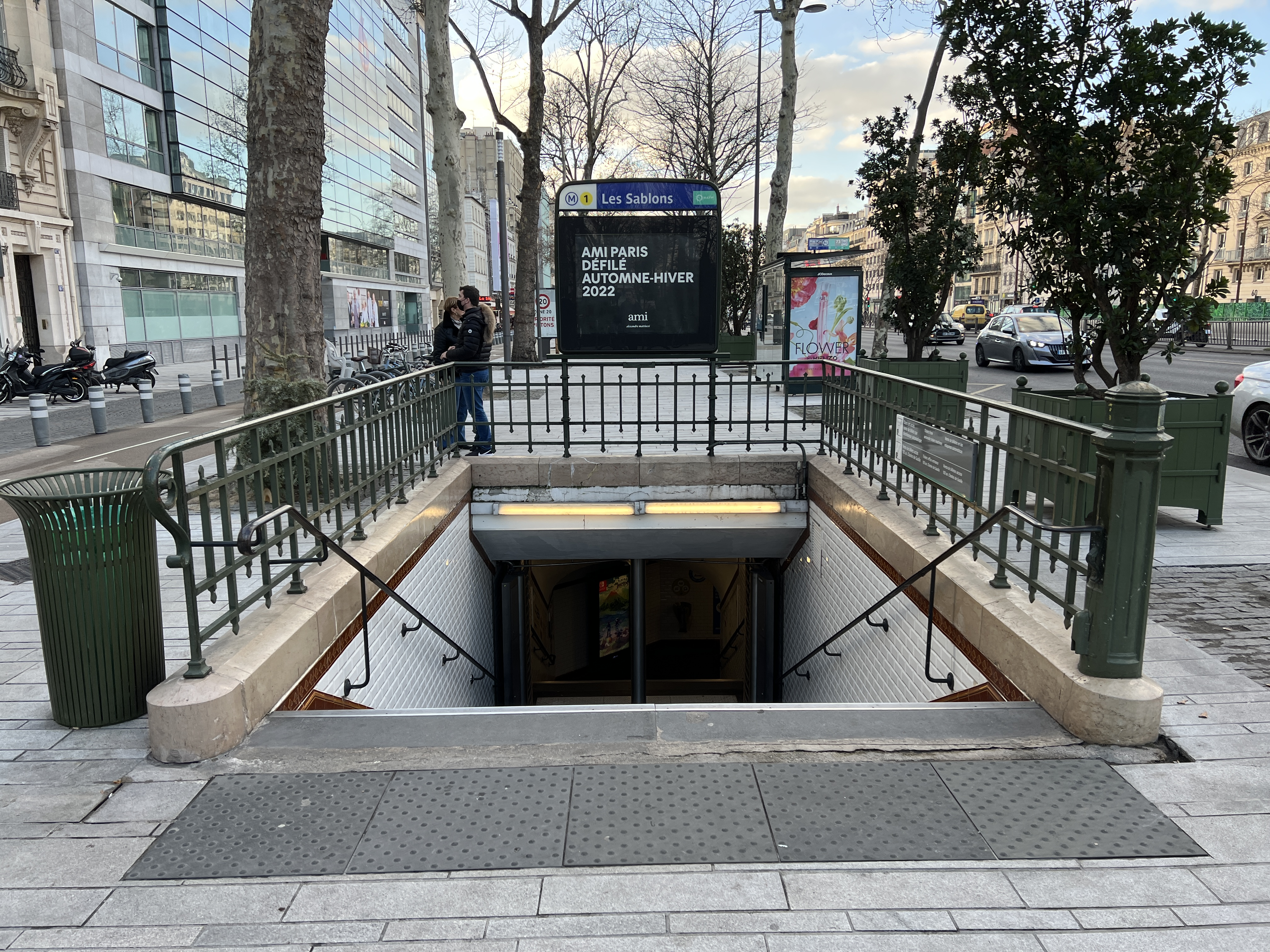
L'accès no 3 « Rue Jacques-Dulud ».
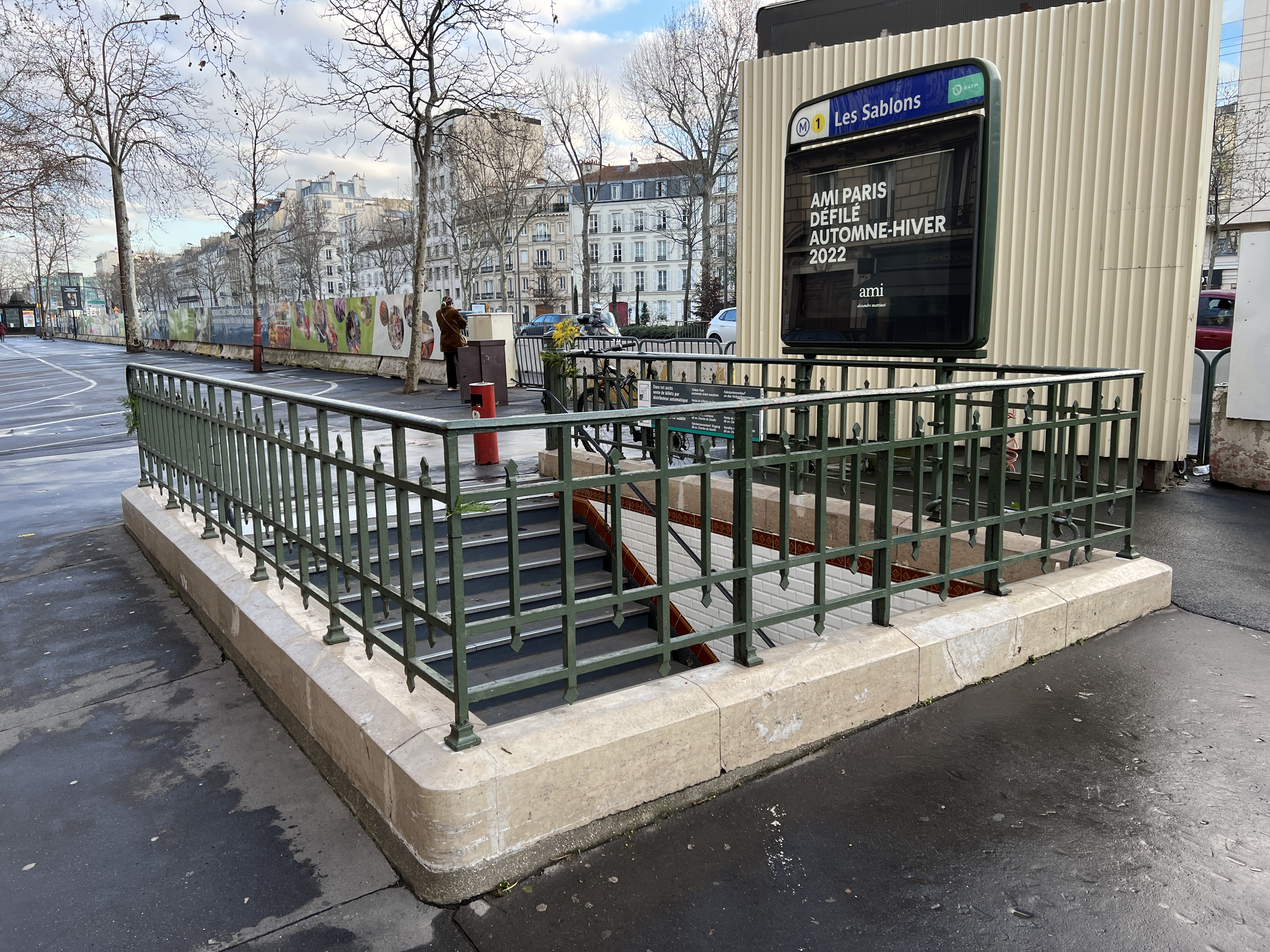
L'accès no 4 « Place du Marché ».

### Quais
Les Sablons est une station de configuration standard : elle possède deux quais de 105 mètres de long séparés par les voies du métro et la voûte est elliptique. La décoration est du style utilisé pour la majorité des stations du métro, combinée aux aménagements spécifiques de cette ligne depuis son automatisation : les bandeaux d'éclairage sont blancs et arrondis dans le style « Gaudin » du renouveau du métro des années 2000, et les carreaux de céramique blancs biseautés recouvrent les piédroits et les tympans, tandis que la voûte est peinte en blanc. Les cadres publicitaires sont en céramique blanche et le nom de la station est inscrit en police de caractères Parisine sur panneaux rétro-éclairés incorporés à des caissons parés de bois. Les quais sont équipés de sièges « Akiko » de couleur rouge ainsi que de portes palières mi-hauteur.

### Intermodalité
La station est desservie par la ligne de bus 43, 73, 82 et 174 du réseau de bus RATP et par les lignes N11 et N24 du service de bus de nuit Noctilien.

## À proximité
- Une des sorties débouche devant le siège de la chaîne privée de télévision M6, au 89, avenue Charles-de-Gaulle.
- Les sièges et studios des stations de radio : Fun Radio, RTL et RTL2, au 56, avenue Charles-de-Gaulle.
- Au nord du Bois de Boulogne, le Jardin d'acclimatation et la Fondation Louis-Vuitton.
- Au nord de la station, l'église Saint-Pierre de Neuilly-sur-Seine et l'hôtel de ville de Neuilly-sur-Seine.

Galerie de photographies
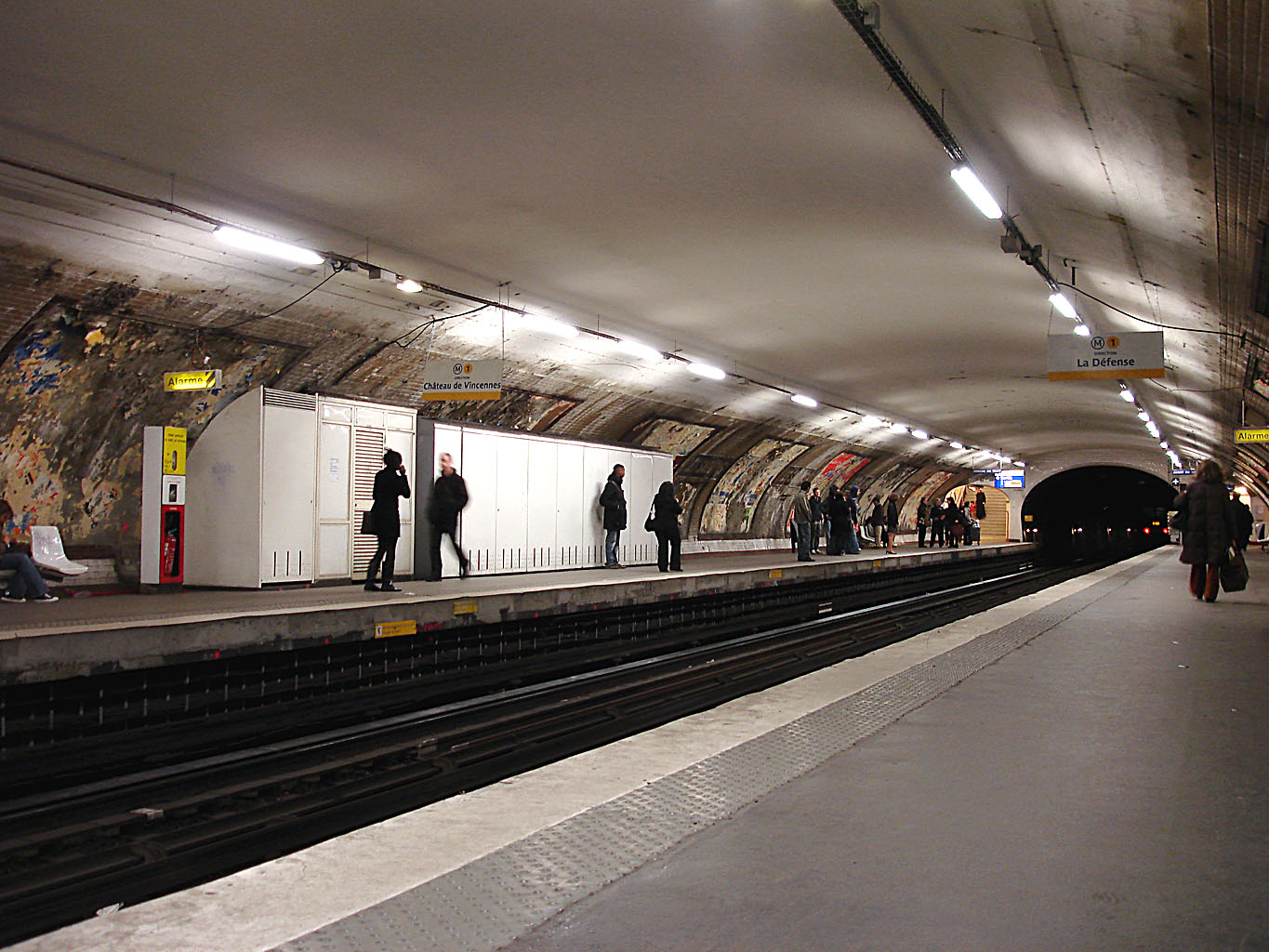
La station après son décarrossage, avant changement du carrelage en 2008.
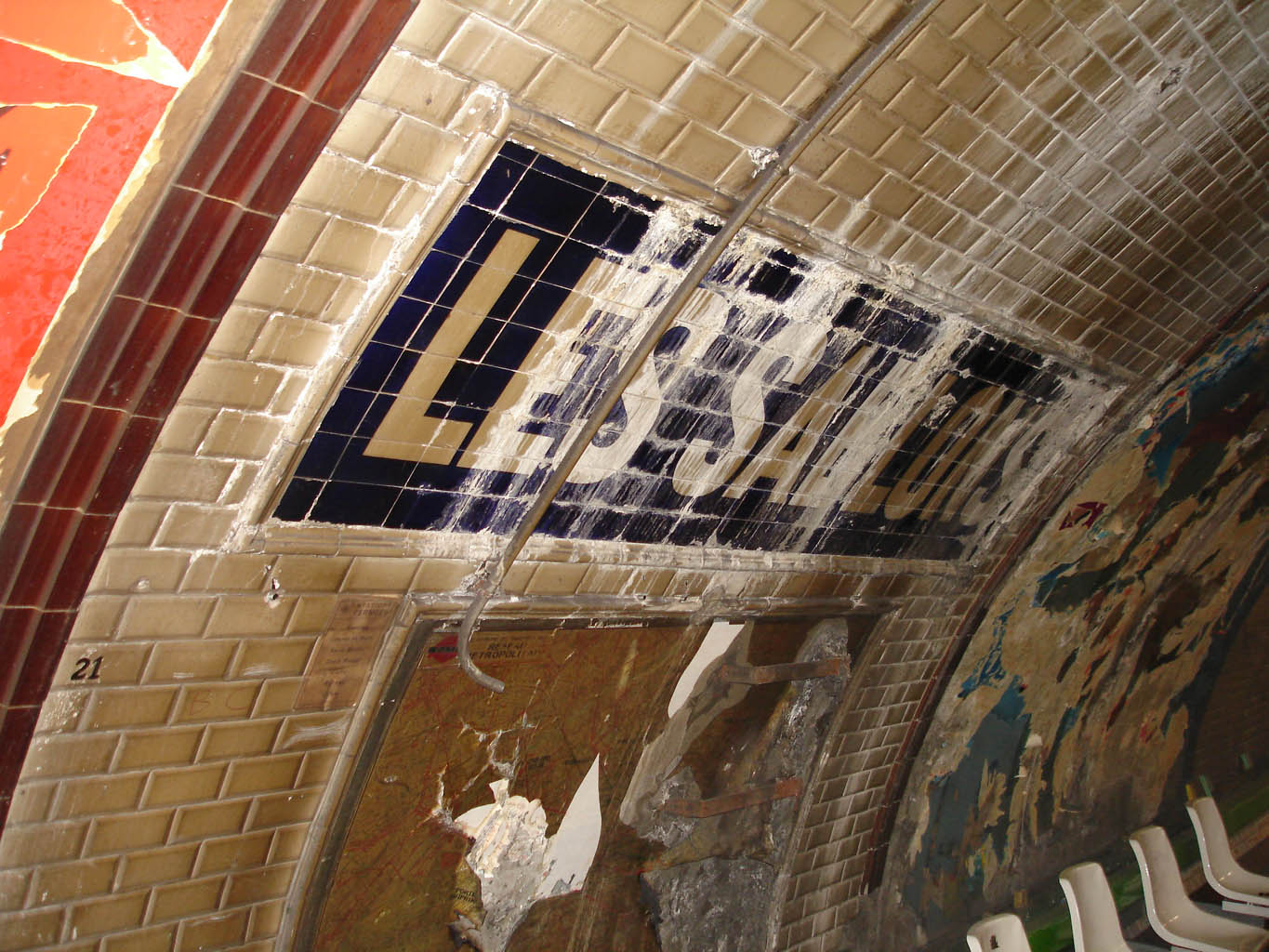
Le nom de la station en carrelage, après son décarrossage et avant sa rénovation.
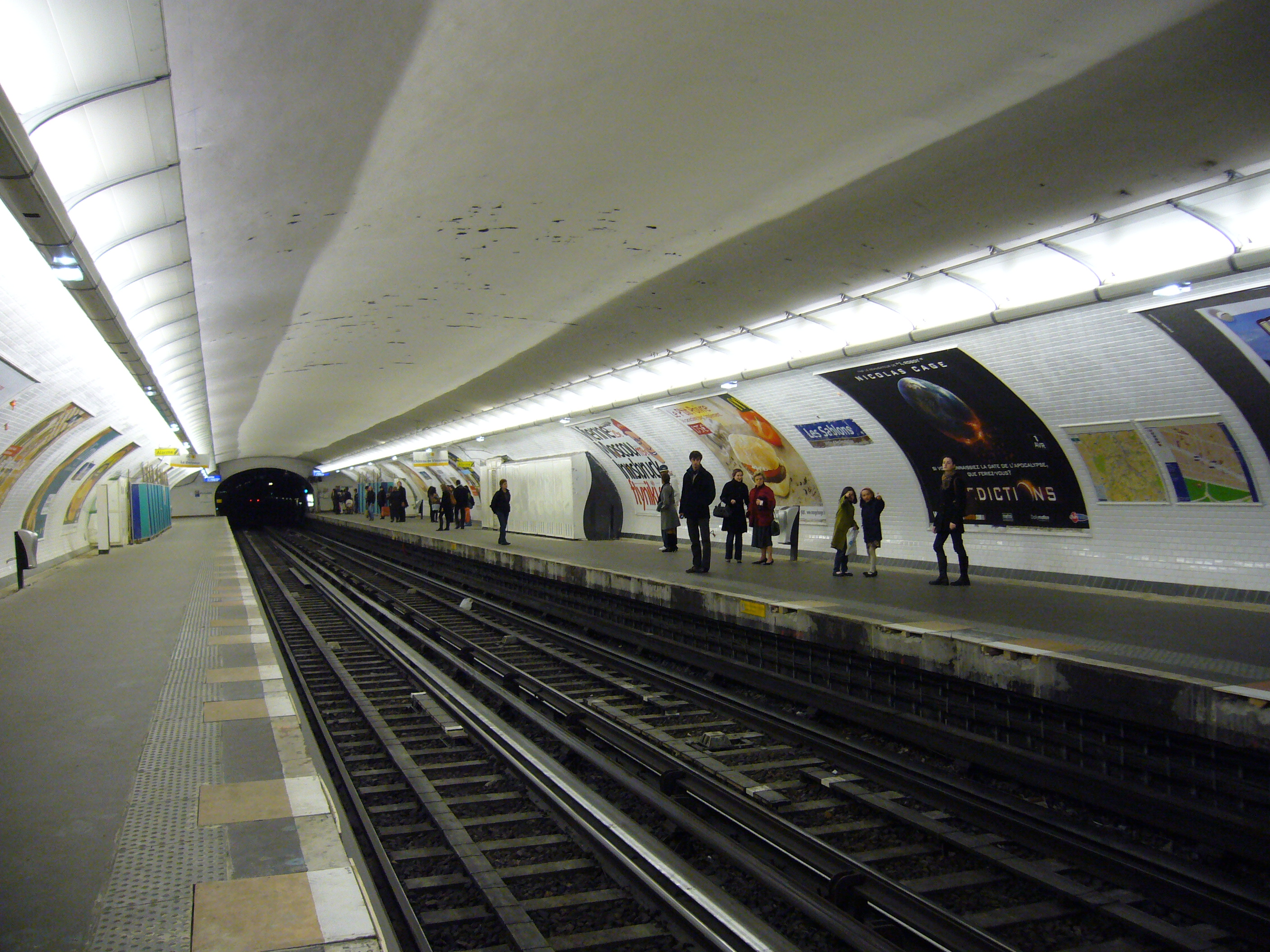
Les quais rénovés de la station, en cours de travaux pour la pose des portes palières.
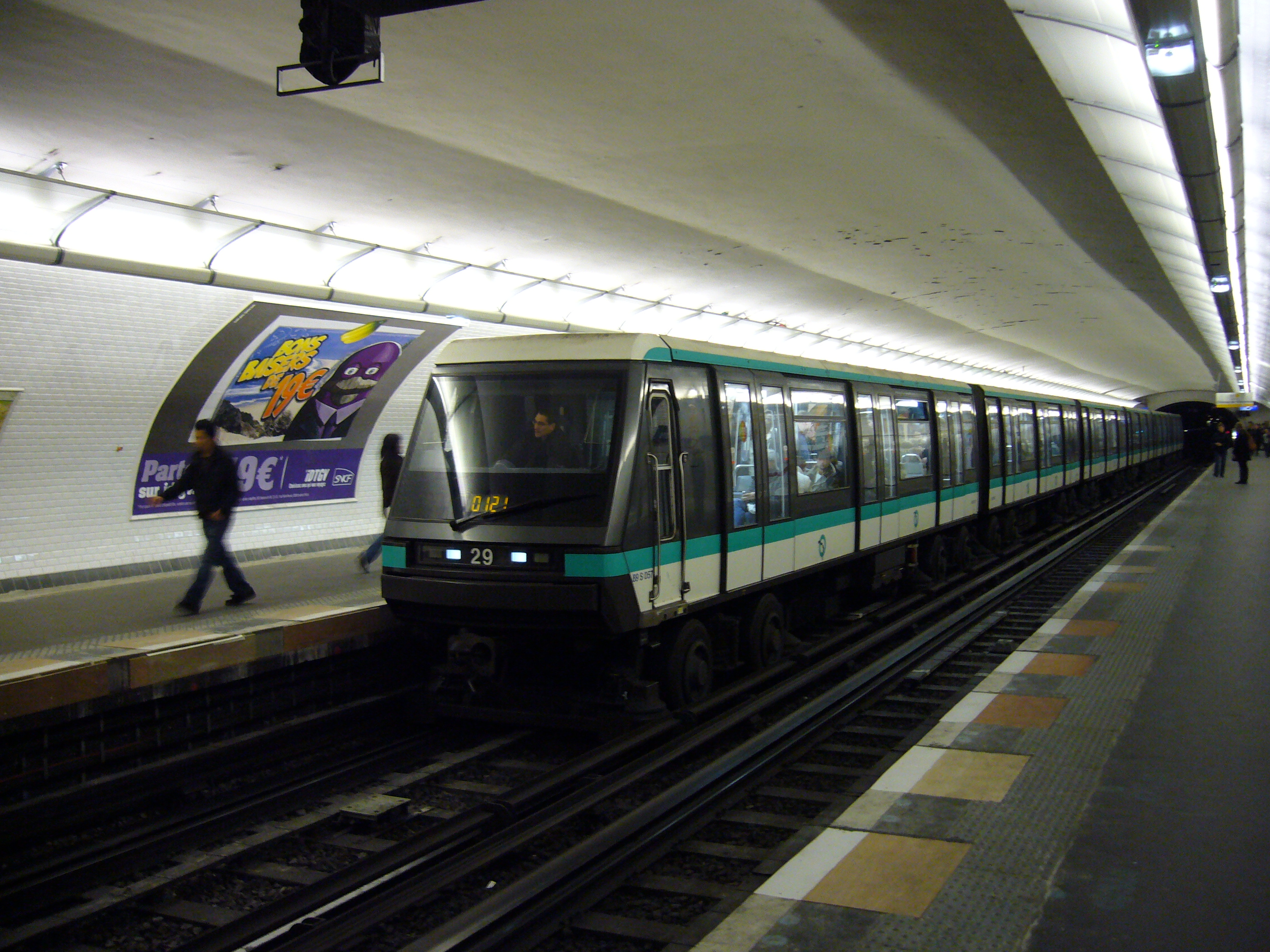
Un MP 89 à quai dans la station rénovée.